# Географија Индије
Географија Индије је изузетно разноврсна, крајолици се простиру од снегом покривених планинских ланаца до пустиња, низија, брежуљака и висоравни. Клима се креће од екваторијалне на крајњем југу до климе тундре на хималајским висинама. Индија обухвата већину Индијског потконтинента и има обалу дугу преко 7.000 km од које већина лежи на полуострву које је истурено у Индијски океан. Индија се на западу граничи с Арапским морем, а на истоку с Бенгалским заливом.
Плодна Индоганшка низија заузима већи део северне, средње и источне Индије, док висораван Декан заузима већи део јужне Индије. На западу земље налази се пустиња Тар, која је делом стеновита, а делом пешчана пустиња, док индијске источне и североисточне границе чини високи хималајски ланац. Не може се са сигурношћу говорити о највиша тачки у Индији због територијалног спора с Пакистаном. Према индијској тврдњи највиша тачка (смештена у спорној територији Кашмира) К2 налази се на висини од 8.611 m. Највиша тачка на неспорној индијској територији је Канченџанга на 8.598 m.
Индија се граничи с Пакистаном, Народном Републиком Кином, Бангладешом, Мјанмаром, Непалом, Бутаном и Авганистаном. Шри Ланка и Малдиви су острвске државе јужно од Индије. Земља је подељена на 28 држава, шест федералних административних савезних територија и територију националног главног града. Политичке поделе углавном следе језичке и етничке границе уместо географских.

## Положај и величина
Индија лежи северно од екватора између 8° 4' и 37° 6' географске ширине и 68° 7' и 97° 25' источне географске дужине. По величини је седма највећа земља на свету с укупном површином од 3.287.263 km². Удаљеност од севера до југа износи 3.214 km, а од истока до запада 2.933 km. Индија има копнену границу дугу 15.200 km и обалску линију од 7.516,5 km. Андаманска и Никобарска острва у Бенгалском заливу и Лакадиви у Арапском мору такође су делови Индије.
Индија је омеђена Арапским морем на југозападу и Бенгалским заливом на југоистоку. На северу, североистоку и северозападу налазе се Хималаји. Канџакумари (Рт Коморин) чини јужни врх индијског полуострва који се сужава пре завршетка у Индијском океану.
Територијалне воде Индије простиру се до дванаест наутичких миља мерено од одговарајуће почетне линије.

## Политичка географија
Индија је подељена на 29 држава (које су даље подељене на дистрикте), шест савезних територија и територија Делхи. Државе имају сопствене владе, док савезним територијама управљају администратори које поставља савезна влада.
Индија полаже право на државу Џаму и Кашмир, али то оспоравају Пакистан и Кина, који управљају деловима територије. Кина полаже право на државу Аруначал Прадеш, која се налази под управом Индије.

## Географске регије
Индија се дели на седам географских регија. То су:
1. Северне планине које укључују Хималаје и североисточне планинске ланце
2. Индо-гангска низија
3. Пустиња Тар
4. Средишња побрђа и висораван Декан
5. Источна обала
6. Западна обала
7. Гранична мора и острва[5]

### Планине
Велики лук планина, састављен од ланаца Хималаја, Хиндукуша и Паткаја, дефинише индијски потконтинент. Те планине су обликоване сударима индијске и евроазијске тектонске плоче који су започели пре отприлике 50 милиона година и трају и данас. У овим планинским венцима, који уједно представљају и природну препреку за хладне, поларне ветрове, налазе се и неке од највиших планина на свету. Они такође омогућују монсуне који утичу на климу у Индији. Бројне реке које извиру у тим планинама наводњавају плодну индо-гангску низију. Биогеографи узимају те планине као границу између двеју великих екозона: умереног палеоарктика који прекрива већину Евроазије и тропске и суптропске индомалајске екозоне која укључује индијски потконтинент и простире се на Југоисточну Азију и Индонезију. Осим тога, ови планински ланци су отежавали приступ освајачима током историје.
Индија има девет већих планинских венаца чији се врхови налазе изнад 1.000 m. Хималаји су једини планински венац на чијим врховима има снега. Ти врхови су:
1. Аравали
2. Источни Гати
3. Хималаји
4. Паткај
5. Винђа
6. Сахуадри или Западни Гати
7. Сатпура
8. Каракорум

Хималајски планински венац највиши је планински венац на свету. Он формира индијску североисточну границу која одваја Индију од остатка Азије. Хималаји су један од најмлађих планинских венаца на свету и простиру се готово непрекинуто дуж 2.500 km и прекривају површину од 500.000 km².
Хималаји се протежу од државе Џаму и Кашмир на западу до државе Аруначал Прадеш на истоку. Те државе уз Химачал Прадеш, Утаранчал и Сиким леже углавном у хималајској регији. Неки од хималајских врхова прелазе висину од 7.000 m, а снежна граница се протеже између 6.000 m у Сикиму до око 3.000 km у Кашмиру. Канченџанга, који се налази у Сикиму, највиши је врх на индијској територији. Већина врхова на Хималајима остаје под снегом читаве године.
Шивалик или нижи Хималаји, састоје се од мањих брда према индијској страни. Већина стеновитих формација је млада и врло нестабилна, па је током кишне сезоне клизање терена редовна појава. Многе индијске брдске станице смештене су на том венцу. Клима варира од суптропске у подножју планина до алпске на вишим деловима планинских ланаца.
Планине које се налазе на источној индијској граници с Мјанмаром називају се Паткај или Пурванчал. Оне су створене истим тектонским процесима који су узроковали формирање Хималаја. Постоје три планинска венца који припадају Паткају: Паткај-Бум, Гаро-Каси-Јаинтија и Лушаји брда. Ланац Гаро-Каси се налази у индијској држави Мегхалаја. Клима се протеже од умерене до алпске зависно од висине. На заветринској страни ових брда налази се Черапунџи, највлажније место на Земљи које има највишу годишњу количину падавина.
Ланац Винђа пролази кроз већи део средишње Индије и покрива удаљеност од 1.050 km. Просечна висина тих брда је 300 m. Верује се да су се формирали од остатака који су настали трењем старе планине Аравали. Винђа одваја географски северну Индију од јужне Индије. Западни крај ланца лежи у источном Гуџарату близу границе с државом Мадја Прадеш, док се остатак протеже на исток и север скоро до реке Ганг код Мирзапура.
Сатпура је ланац брда који се налази у средишњој Индији. Започиње у источном Гуџарату близу обале Арапског мора, затим иде источно кроз Махараштру, Мадју Прадеш те завршава у држави Чатисгар. Простире се на удаљености од 900 km, а многи врхови се издижу изнад 1000 m. Троугаоног је облика, са теменом код Ратнапурија, а две стране су паралелне с рекама Тапти и Нармадом. Паралелно се креће с ланцем Винђа, који лежи на северу, па та два ланца у смеру исток – запад деле индо-гангску зараван на северу и висораван Декан на југу Индије. Нармада тече кроз депресију између ланаца Сатпура и Винђа, преузима воде са северног нагиба ланца Сатпура и тече на запад према Арапском мору.
Аравали је најстарији планински ланац у Индији који се протеже од североистока до југозапада преко Раџастана у западној Индији. Дугачак је приближно 500 km. Северни крај ланца се наставља у Харајану у облику изолованих брда и стеновитих гребена, а завршава близу Делхија. Највиши врх чини Маунт Абу који се уздиже на 1.722 m те лежи близу југозападног завршетка ланца близу границе с Гуџаратом. Град Аџмер са својим језером лежи на јужној падини ланца у Раџастану. Ланац Аравали је еродовани остатак старог набораног планинског система који је некада био прекривен снегом. Ланац се уздигао у прекамбријумском догађају названом Аравали-Делхи орогенеза. Аравали спаја два стара дела који чине индијски кратон: сегмент Марвар на северозападу ланца и сегмент Бунделханд на његовом југоистоку.
Западни Гати или планине Сахиадри пролазе дуж западног краја индијске висоравни Декан коју одвајају од уске обалске заравни дуж Арапског мора. Ланац започиње јужно од реке Тапти близу границе Гуџарата и Махараштре те се протеже приближно 1.600 km кроз државе Махараштру, Гоу, Карнатаку, Кералу и Тамил Надуу готово до јужног врха индијског полуострва. Просечна висина износи око 1.000 m, а највиши се врхови налазе у јужном делу ланца Махараштре. Два најпознатија врха који леже у Западним Гатима су Калсубаи 1.646 m и Махабалешвар 1.438 m.
Источни Гати су испрекидани ланац планина који еродује и пресеца четири главне реке јужне Индије: Годавари, Маханади, Кришна и Каувери. Ти се планински ланци шире од Западног Бенгала на северу затим кроз Орису и Андра Прадеш све до Тамил Надуа на југу. Они иду паралелно с Бенгалским заливом и нису високи као Западни Гати, иако неки врхови прелазе 1000 m висине.
Источни и Западни Гати се сусрећу код чвора Нилгири у Тамил Надуу. Анаимуди у брдима Кардамом, са 2.695 m висине, највиши је врх у Западним Гатима, а налази се у Керали. Нилгири се сматрају делом Западних Гата.

### Индо-ганшка раван
Индо-ганшке равни су велике алувијалне равни речних система Инда и Ганг-Брамапутра. Оне се протежу паралелно с Хималајима од Џамуа и Кашмира на западу до Асама на истоку. Простор алувијалних равни чине државе Пенџаб, Харајана, источни Раџастан, Утар Прадеш, Бихар, Џарканд и Западни Бенгал. Индо-гангска раван заузима површину од 700.000 км²;, а ширина се разликује за неколико стотина километара укупно. Главне реке које обликују део тог система су Ганг и Инд с притокама Беас, Јамуна, Гомти, Рави, Чамбал, Сутлеј и Ченаб.
Индо-гангски појас је најдужи простор непрекинутог алувијума на свету, који је обликован депозицијом (одлагањем) наноса бројних река. Равни су низијске и већином без шума што их чини погодним за наводњавање бројним каналима. Подручје такође обилује подземним изворима воде.
Равни спадају у најинтензивнија пољопривредна подручја на свету. На Индогангској равни највише се узгајају пиринач и пшеница, али и кукуруз, шећерну трску и памук. Познате и као Велике равни, индогангске равни налазе се међу најгушће насељеним подручјима на свету.

### Пустиња Тар
Пустиња Тар (такође позната под именом Велика индијска пустиња) обликује значајан део западне Индије. Простире се кроз четири државе у Индији - Пенџаб, Харајану, Раџастан и Гуџарат, и покрива површину од 208.110 км². Пустиња се наставља у Пакистану где се назива пустиња Чолистан. Већина пустиње Тар налази се у Раџастану и покрива 61% његове површине. Пустиња је већином стеновита, док је њен мали део на крајњем западу песковит.
Порекло пустиње Тар је несигурно. Неки геолози сматрају да је пустиња стара од 4.000 до 10.000 година, док остали тврде да је аридност у овој регији започела много раније. Подручје карактеришу екстремне температуре које лети прелазе 45 °C, а зими се спуштају испод 0 °C. Падавине су непредвидљиве и неправилне, и крећу се од испод 120 мм на крајњем западу до 375 мм на истоку. Недостатак падавина је углавном последица јединственог положаја пустиње у односу на ланац Аравали. Пустиња лежи у заклоњеном подручју од падавина коју ствара грана југозападног монсуна из Бенгалског залива. Паралелни положај ланца Аравали с огранком Арапског мора такође узрокује да пустиња не прима пуно падавина.
Пустиња се може поделити у две регије, Велику и Малу пустињу. Велика пустиња се протеже северно од краја регије Кач у Гуџарату. Мала пустиња се простире од реке Луни између градова Џодпура и Џејселмира све до северних подручја. Тла у аридној регији су углавном песковитог до песковито-глиновитог састава (иловача). Постојаност и дубина се разликују према топографским обележјима. Дубљи слојеви иловаче су тежи и могу имати издвојене чврсте делове глине, калцијум-карбоната или гипса. Због слабе густине насељености ефекат становништва на околину мањи је у односу на остатак Индије.

### Висоравни
Средишња висораван је састављена од три главне висоравни - висораван Малва на западу, висораван Декан на југу (прекрива већину индијског полуострва) и висораван Чотанагпур у Џарканду према истоку.
Висораван Декан је велика тространа висораван омеђена Винђама на северу, и Источним и Западним Гатима с других двеју страна. Декан заузима укупну површину од 1,9 милиона км². Углавном је заравњен с висином која се протеже од 300 до 600 m.
Име Декан долази из санскритске речи dakshina што значи „југ“. Висораван је благо нагнута од запада према истоку чиме омогућава повећање нивоа неколико полуострвских река попут Годаварија, Кришне, Кауверија и Нармаде. Регија је већином семиаридна пошто лежи на заветринској страни оба Гата. Велик део Декана прекрива трновито грмље раштркано с малим регијама бјелогоричке широколисне шуме. Климу обележавају врућа лета и благе зиме.
Висораван Чотанагпур се налази у источној Индији, и заузима велики део државе Џарканд као и суседне делове Орисе, Бихара и Чатисгара. Укупна површина висоравни Чота Нагпур износи приближно 65.000 km². Висораван је састављена од три мање висоравни Ранчија, Хазарибагха и Кодарме. Висораван Ранцхи је највећа висораван с просечном висином од 700 m. Велики део висоравни је пошумљен и прекривен сувим белогоричким шумама Чоте Нагпура. Висораван је позната по својим огромним резервама руда и угља.
Полуострво Катиавар у Гуџарату је уз Велико индијско полуострво једно од највећих полуострва у Индији.

### Источна обала
Источна обалска раван је велики простор који лежи између Источних Гата и Бенгалског залива. Простире се од Тамил Надуа на југу до Западног Бенгала на северу. Делте многих индијских река обликују велик део тих равни. Реке које теку овим подручјем су Маханади, Годавари, Каувери и Кришна. Регија подједнако прима кишу од североисточног и југозападног монсуна, па годишњи просек падавина износи између 1.000 и 3.000 mm. Ширина равни варира између 100 и 130 km.
Равни су подељене у седам регија: делта Маханадија, јужна раван Андре Прадеш, делте Кришне и Годаварија, обала Канџакумари, Короманделска обала и песковити литорал.

### Западна обала
Западна обалска раван је узак појас земље стишњење између Западних Гата и Арапског мора. Појас започиње у Гуџарату на северу и простире се кроз државе Махараштру, Гоу, Карнатаку и Кералу. Равни су уске, ширина им је између 50 и 100 km.
Мале реке и бројне баре плаве регију. Реке које извиру у Западним Гатима имају брз и сталан ток. Природа брзих речних токова резултује формирањем естуара уместо делти. Веће реке које се уливају у море су Тапи, Нармада, Мандови и Зуари.
Обала се дели у три регије. Северна регија Махараштра и Гоа позната је као обала Конкан, средишња регија Карнатака позната је као обала Канара, а јужна обална линија у Керали позната је као обала Малабар. Вегетација у регији углавном је листопадна. Обала Малабар има сопствену јединствену екорегију познату као влажне шуме обале Малабар.

### Острва
Индија има два већа приобална архипелага: Лакадивска острва и Андаманска и Никобарска острва. Обе острвске групе налазе се под управом Савезне владе Индије као Савезне територије.
Острва Лакадиви леже у Арапском мору 200 до 300 km даље од обале Керале. Састоје се од дванаест коралних атола, три корална гребена и пет обала. Десет острва је насељено.
Андамански и никобарски острвски ланац леже у Бенгалском заливу близу мијанмарске обале. Смештен је 950 km од Колкате и 193 km од рта Неграис у Мјанмару. Територија се састоји од двеју острвских група, Андаманских и Никобарских острва. Андаманска острва се састоје од 204 острва чија укупна дужина износи 352 km. Никобарска острва леже јужно од Андамана и састоје се од двадесет два острва укупне површине 1.841 km². Највиша тачка је Маунт Тујлиер на 642 m надморске висине. Индира поинт, најјужнија индијска тачка смештена на Никобарским острвима, лежи само 189 km од индонезијског острва Суматре на југоистоку.
Значајна острва која се налазе даље од индијске обале укључују Диу, бившу португалску ексклаву; Мајули, највеће азијско слатководно острво; острво Салцетте, најнасељеније индијско острво на коме се налази град Мумбај (Бомбај); Елефанта у бомбајској луци; и баријерно острво Срихарикота у Андра Прадешу.

## Реке
Све главне реке Индије извиру из једне од трију главних разводница. То су:
1. Ланци Хималаја и Каракорум
2. Ланац Винђа и Сатпура у средишњој Индији
3. Сахуадри или Западни Гати у западној Индији

Мреже хималајских река имају снежни режим и сталан ток читаве године. Остале две мреже зависе од монсуна, те се током сушне сезоне смањују у поточиће.
Дванаест индијских река класификују се као главне, а укупна површина њиховог слива прелази 2.528.000 km².
Хималајске или северне реке које теку западно у Пакистан су Инд, Беас, Ченаб, Рави, Сутлеј и Јелум.
систем Ганг-Брамапутра-Мегана има највеће сливно подручје које заузима 1.100.000 km². Река Ганг извире на леднику Ганготри у Утараканду. Она тече у југоисточном смеру према Бангладешу. Реке Јамуна и Гомти такође настају у Западним Хималајима, па се у равницама спајају с Гангом. Брамапутра, друга притока Ганга, извире у Тибету, а у Индију улази у најисточнијој држави Аруначал Прадеш. Њен ток се наставља према западу све до Бангладеша у којем се спаја с Гангом.
Чамбал, друга притока Ганга, извире из разводнице Винђа-Сатпура и тече даље према истоку. Реке које теку западно од својих разводница су реке Нармада (такође названа Нербуда) и Тапти (такође Тапи), које отичу у Арапско море у држави Гуџарат. Речна мрежа која тече од истока према западу чини 10% укупног протока.
Западни Гати чине извориште свих деканских река. У веће реке на Декану спадају реке Маханади, Годавари, Кришну и Каувери, које све утичу у Бенгалски залив. Ове реке чине 20% укупног индијског протока.

## Воде
Главни заливи су Камбајски залив, Залив Кач и Манарски залив. Важни пролази су Палк пролаз који одваја Индију од Шри Ланке, Десетостепени канал који одваја Андамане од Никобарских острва, и Осмостепени канал који одваја Лакадиве и Аминдивска острва од острва Миникој на југу. Важни ртови укључују рт Коморин, јужни врх индијског копна, Индира поинт, најјужнију тачку Индије, Рамин мост и Поинт Калимер.
У мања мора спадају Лакадивско и Андаманско море. У Индији постоје четири корална гребена која се налазе у Андаманским и Никобарским острвима, Манарском заливу, Лакшадвип и Заливу Кач.
Важна су језера Чилка језеро, највеће индијско слано језеро у Ориси; Колеру језеро у Андра Прадешу; Локтак језеро у Манипуру, Дал језеро у Кашмиру, Самбхар језеро у Раџастану и Састамкота језеро у Керали.

## Мочваре
Индијски мочварни екосистем веома је разнолик – од хладног до аридног, од оних у регији Ладакх у држави Џаму и Кашмир до оних у влажној и хумидној клими полуострва Индије. Већина мочвара је директно или индиректно повезана с индијским речним мрежама. Индијска влада је одредила укупно 22 мочваре које треба заштитити. Међу заштићеним мочварним земљиштем налазе се тропске шуме мангрове у полуострвском делу Индије као и слане блатне заравни у западној Индији.
Шуме мангрове се појављују дуж читаве индијске обале у заклоњеним естуарима, драгама, жабокречинама, сланим барама и блатним заравнима. Површина мангрова износи укупно 6.740 km² и обухвата 7 посто укупног мангровског покривача на свету. Велике покриваче мангрова имају Андаманска и Никобарска острва, Сундарбани, Залив Кач, делте Маханадија, Годаварија и Кришне, и делови Махараштре, Карнатаке и Керале.
Већина познатих мочварних терена граничи са светилиштима и националним парковима (или чине њихове делове), па је оно зато заштићено.

### Сундарбани
Делта Сундарбани покривена је највећом шумом мангрове на свету. Смештена је на ушћу реке Ганг и простире се преко Бангладеша и Западног Бенгала у Индији. Бангладешки и индијски делови џунгле налазе се на списку светске баштине Унеска под два имена: Сундарбанс и Национални парк Сундарбани, иако су то делови исте шуме. Сундарбани су испресецани сложеном мрежом плимних водених путева, блатних заравни и малих острва ксерофилних шума мангрове, па представљају сјајан пример садашњих еколошких процеса.
Подручје је познато по разноликој фауни. Најславнији примерак међу животињама јесте бенгалски тигар, али осим њега ту живе бројне врсте птица, крокодила и змија, затим тачкасти јелен. Процењује се да на том подручју тренутно обитава 400 бенгалских тигрова и око 30.000 тачкастих јелена.

### Кач
Кач је мочварна регија смештена у индијској држави Гуџарат, која се граничи с пакистанском облашћу Синд. Назив Кач је настао од речи (хинду) Rann="слана“, Kach „мочвара“. Кач заузима укупну површину од 27.900 km².
Регија је првобитно чинила део Арапског мора. Геолошке силе, највероватније земљотреси, узроковале су преграђивање регије, претворивши је у велику слановодну лагуну. Ово подручје се поступно напунило муљем који је створио сезонску слану мочвару. За време монсуна подручје се претвара у мочварни плићак чија висина досеже до колена. После монсуна регија постаје исушена и спржена.

## Клима
Индијска клима се налази под јаким утицајем Хималаја и пустиње Тар. Хималаји, уз планине Хиндукуша, чине препреку хладним ветровима из средње Азије. То чини већи део индијског потконтинента топлијим од већине места на сличним географским ширинама. Пустиња Тар је одговорна за привлачење влагом обогаћених монсунских ветрова који су узрочници већине индијских падавина.
Тешко је објединити климу Индије. Њена огромна величина условљава да је клима у Кашмиру мало по чему слична с оном на крајњем југу. Штавише, различита топографија земље узрокује да мале регије имају сопствену микроклиму. Клима у Индији је веома различита, од тропске на југу до умерене климе на северу. Делови Индије на Хималајима имају поларну климу.
Метеоролози деле годину на четири главна годишња доба, у већем делу земље. То су зима, лето, време монсунских киша и време након монсунских киша. Делови Индије који леже у хималајској регији пролазе кроз пет годишњих доба: пролеће, лето, време монсунских киша, јесен и зима. Снег редовно пада само на узвишеним деловима.
Лето траје између марта и јуна у већини делова Индије. Температуре током дана прелазе 40 °C. У приобалним областима температура прелази 30 °C, а повезана је с високим нивоима хумидности (влаге). У подручју пустиње Тар температуре могу прелазити 45 °C.
Након лета следе кише које доноси југозападни монсун (ветар), а који осигуравају падавине за већи део Индије. Кишоносне облаке привлачи систем ниског притиска који ствара пустиња Тар. Службени датум појаве монсуна је 1. јун када монсун прелази обалу Керале. Југозападни монсун се раздваја у две гране, грану из Бенгалског залива и грану из Арапског мора. Грана из Бенгалског залива креће се према северу и прелази североисточну Индију у раном јуну. Она даље напредује према истоку и до 29. јуна прелази Делхи. Грана из Арапског мора креће се према северу и већи део своје кише одлаже на страни Западних Гата која је изложена ветру. Од почетка јула већи део Индије прима кишу из монсуна.
Монсуни од августа почињу да се повлаче из северне Индије, а од септембра из Керале. Тај кратки период након повлачења познат је као повлачење монсуна и карактерише га постојано време. Од новембра у северним подручјима започиње појављивање зиме.
Зиме у северној Индији почињу у новембру, а у јужној Индији у касном децембру. Зиме на Индијском полуострву карактеришу благи (до топли) дани и прохладне ноћи. Даље према северу температура је нижа. Температуре у неким деловима индијских равница понекад падају испод температуре мржњења. Већи део северне Индије током ове сезоне налази се под маглом.
Највиша температура забележена у Индији износила је 50,6 °C, а измерена је у Алвару 1955. године. Најнижа је измерена у Кашмиру, а износила је −45 °C. Недавне тврдње говоре да је температура у Ориси достигла 55 °C, али Индијски метеоролошки одсек је скептичан у односу на методу помоћу које се дошло до тог податка.

## Геологија
Индија има разнолику геологију која обухвата читав спектар геолошких временских доба. Геолошка обележја Индије класификују се на основу њихове старости.
Из прекамбријумског периода потичу формације система Кадапа и Винђа, које су раширене преко источних и северних држава. Мали део наслага тог раздобља простире се преко западне и средишње Индије.
Формације из палеозојске ере - камбријума, ордовицијума, силура и из девона пронађене су у регији Западних Хималаја у Кашмиру и Химачал Прадешу.
Из мезозојске ере потичу формације Деканских клопки које се налазе над већином северног Декана. Геолози верују да су Деканске клопке последица површинских вулканских активности. Тло Деканске клопке је црне боје и погодно је за пољопривреду. Карбонски, пермски, тријаски и јурски системи могу се видети у западним Хималајима. Јурски систем је такође виђен у Раџастану.
Обележја из терцијарног раздобља се налазе у деловима Манипура, Нагаланда, деловима Аруначал Прадеша и дуж хималајског појаса. Кредни систем је заступљен у средишњој Индији у Винђама и делу индогангских равни.
Гондвански систем се такође може видети у подручју реке Нармаде у Винђама и Сатпурама. Еоценски систем је пронађен у западним Хималајима и Асаму. Олигоценске су формације заступљене у Качу и Асаму.
Плеистоценске наслаге су пронађене у средишњој Индији. Богат је минералима попут лигнита, гвоздене руде, мангана и алуминијума. Верује се да су у тој ери вулкани формирали острвске групе Андамана и Никобара.
Хималаји су резултат конвергенције и деформације индоаустралијске и евроазијске плоче. Последица њихове непрекидне конвергенције је издизање Хималаја за 1 cm сваке године.

## Природне катастрофе
Индија је подложна природним катастрофама које су узрок огромних губитака (живота и благостања). Природне катастрофе које се јављају у Индији обухватају суше, изненадне поплаве, распрострањене и разорне поплаве узроковане монсунским кишама, циклоне и земљотресе.
Поплаве су најуобичајенија природна катастрофа у Индији. Током монсунске сезоне падавине узрокују изливање река из корита. Реке затим поплављују своје обале и околна подручја. Река Брамапутра је проузрокује непрестане поплаве за време сезоне монсуна. Поплаве су узрок бројних смрти и губитака имовине у многим деловима Индије. Готово читава Индија, изузев неколико држава, подложна је поплавама.
Индијска пољопривреда веома зависи од монсуна који представља извор воде за наводњавање. У неким деловима Индије изостанак монсуна резултује оскудицом воде што узрокује огромне губитке усева. Регије подложне сушама укључују јужну Махараштру, северну Карнатаку, Андру Прадеш, Орису, Гуџарат и Раџастхан. У прошлости је изостанак монсуна проузроковао глад.
Тектонске плоче испод Земљине површине одговорне су за годишње потресе дуж хималајског појаса и у североисточној Индији. Ова регија је класификована као зона В, што значи да представља подручје врло великог ризика. Делови западне Индије око регије Кач у Гуџарату и Којне у Махараштрама класификовани су као регија зоне ИВ (високи ризик). Остала подручја имају средњи до ниски ризик од појављивања земљотреса.
Циклони су друга природна катастрофа која погађа хиљаде људи који живе у обалним регијама. Циклони су озбиљни и доносе са собом обилне кише које онемогућавају снабдевање и помоћ погођеним подручјима. Снажан потрес у Индијском океану 26. децембра 2004. године узроковао је цунами који је опустошио Андаманска и Никобарска острва, и источну индијску обалу, а у њему је погинуло преко десет хиљада људи. До тада се сматрало да Индија не може бити погођена великим цунамијима, иако постоји усмено предање да се појављивао у прошлости.
Индија има један активни вулкан који се налази на острву Барен. Задњи пут је еруптирао у мају 2005. Онде је такође и успавани вулкан Наркондум и блатни вулкан код Баратанга. Сви наведени вулкани налазе се на Андаманским острвима.
Клизање терена уобичајено је у Доњим Хималајима захваљујући постојању лабилних стенских формација које се јављају у овим младим планинама, и ту се јављају такозвана блоковска клижења. Делови Западних Гата такође су подложни клизиштима ниског интензитета. Лавине се јављају у Кашмиру, Химачал Прадешу и Сикиму.
Током летњих месеци пешчане олује узрокују несагледиве штете у северној Индији. Те олује доносе са собом велике количине прашине из аридних регија. Град је уобичајен у неким деловима Индије и узрокују озбиљне штете на усевима.

## Природна богатства
Индија обилује разним природним богатствима. Уз 56 посто обрадиве земље Индија има значајне изворе угља (четврта земља по највећим резервама на свету), гвоздене руде, мангана, лискунa, боксита, титанијумове руде, хромита, природног гаса, дијаманата, нафте, кречњака. Индија сама поткрепљује своје потребе за торијумом, који се експлоатише дуж обала Керале. Овде се налази 24% познатог и економски доступног торијума на свету..
Нафта је откривена близу обала Махараштре и Гуџарата те у Асаму, али покрива само 40% индијске потражње. Откривају се све веће количине природног гаса, посебно даље од обале Андре Прадеш. У Андри Прадеш се такође ископава уранијум, док је најзначајнији рудник злата Колар Голд Филдс у Карнатки.

## Међународни споразуми
Индија је потписница неколико међународних споразума везаних за околину и климу, а најважнији међу њима су:
| Споразуми и уговори           | Споразуми и уговори                                                                          |
| ----------------------------- | -------------------------------------------------------------------------------------------- |
| Специфичне регије и мора      | споразум о Антарктику, Поморско право, загађивање бродовима (МАРПОЛ 73/78), китолов          |
| Атмосфера и клима             | климатске промене, Протокол из Кјота, заштита озонског омотача, забрана нуклеарног тестирања |
| Биодиверзитет, околина и шуме | пустошења, угрожене врсте, модификације околине, тропско дрво 83 и тропско дрво 94, мочваре  |
| Отпади                        | опасни отпади                                                                                |
| Река                          | Споразум о водама Инда                                                                       |

## Више информација
- Крајње тачке Индије
- Геологија Индије
- Клима Индије
- Екорегије Индије
- Национални паркови Индије
- Регије Индије
- Индијски потконтинент